# Harry Carey Jr.
Harry Carey Jr. (16. maj 1921 - 27. december 2012) var en amerikansk skuespiller.